# Vesce (okres Tábor)
Vesce (německy Wesetz) je obec v okrese Tábor v Jihočeském kraji. Žije v ní 306 obyvatel. Leží 2,5 kilometru jihozápadně od Soběslavi.

## Historie
První písemná zmínka o obci pochází z roku 1421.

## Obyvatelstvo
| Rok            | 1869 | 1880 | 1890 | 1900 | 1910 | 1921 | 1930 | 1950 | 1961 | 1970 | 1980 | 1991 | 2001 | 2011 | 2021 |
| -------------- | ---- | ---- | ---- | ---- | ---- | ---- | ---- | ---- | ---- | ---- | ---- | ---- | ---- | ---- | ---- |
| Počet obyvatel | 380  | 402  | 422  | 372  | 399  | 418  | 384  | 303  | 301  | 274  | 269  | 237  | 221  | 221  | 266  |
| Počet domů     | 61   | 65   | 67   | 68   | 71   | 70   | 74   | 77   | 74   | 72   | 81   | 95   | 100  | 100  | 120  |

## Obecní správa
Mezi lety 1850–1980 byla Vesce obcí v okrese Tábor (1869–1930), posléze v okrese Soběslav (1950) a později opět v okrese Tábor. Od 1. července 1980 do 23. listopadu 1990 patřila jako část města k Soběslavi a od 24. listopadu 1990 je opět samostatnou obcí, ale Nedvědice již zůstala součástí Soběslavi.

### Části obce
- Čeraz
- Mokrá
- Vesce

V letech 1850–1929 k obci patřilo i Podolí a v letech 1960–1980 také Nedvědice.

### Obecní symboly
Znak a vlajka byly obci uděleny rozhodnutím předsedkyně Poslanecké sněmovny Parlamentu České republiky dne 13. května 2022.

## Galerie

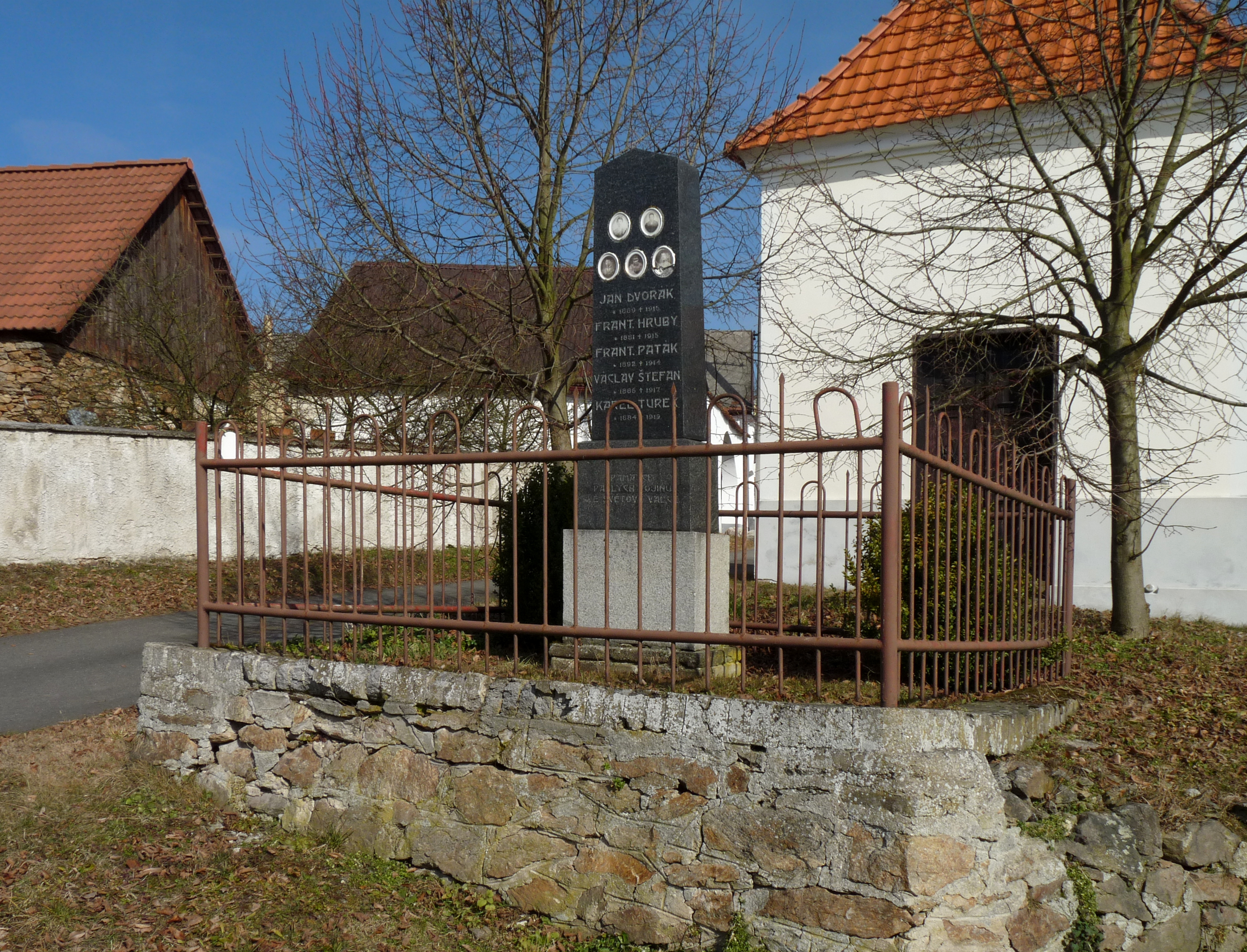
Pomník u kapličky
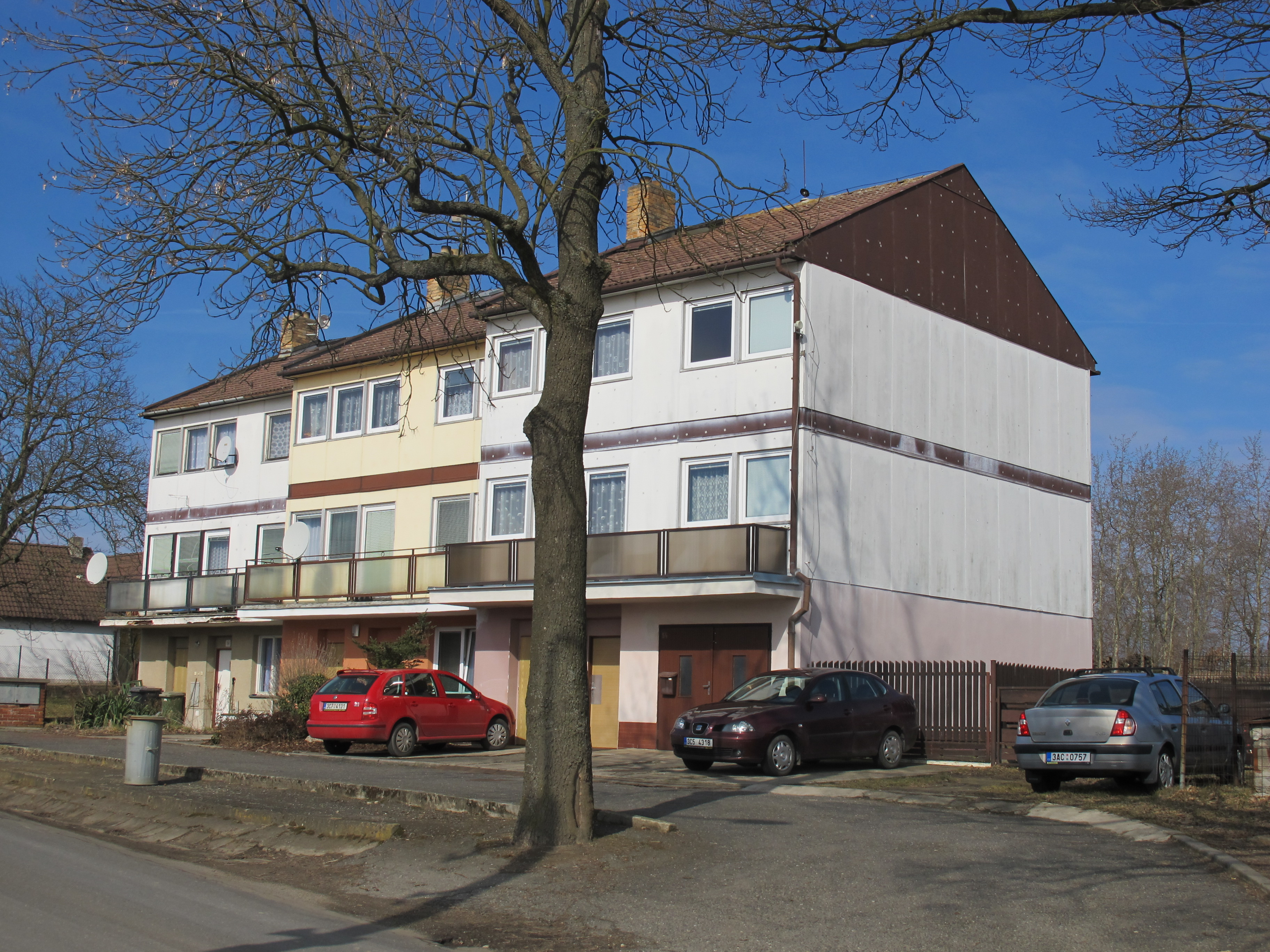
Bytovky
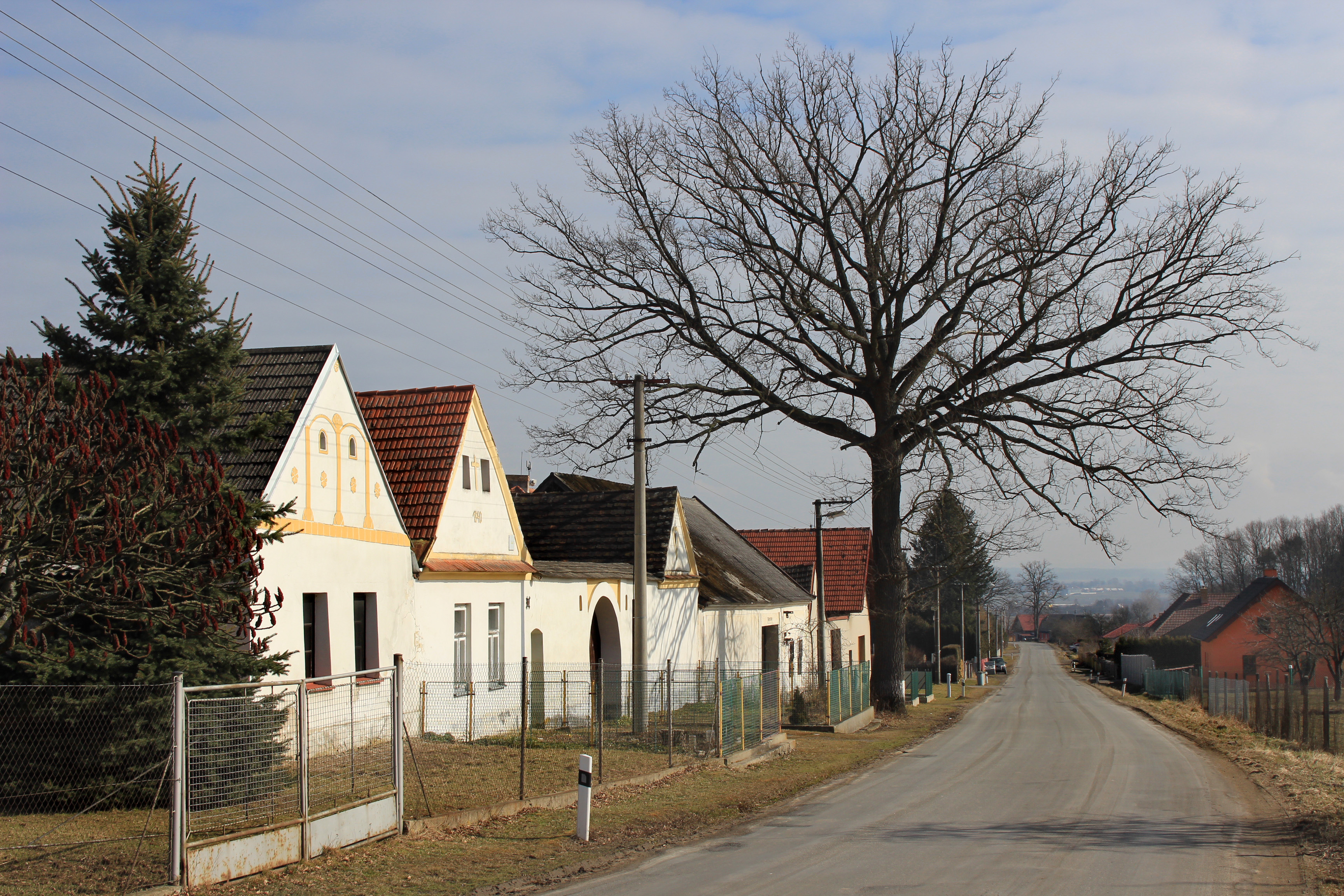
Silnice do Soběslavi